# Aq Jol
Die Demokratische Partei Kasachstans Aq Jol (kasachisch Қазақстанның «Ақ жол» демократиялық партиясы Qazaqstannyñ «Aq jol» Demokratialyq Partiasy; deutsch Erleuchteter Pfad, russisch Демократическая партия Казахстана «Ак жол»), kurz Aq Jol, ist eine liberale Partei in Kasachstan. Die Partei wird als regierungstreu eingestuft.

## Geschichte
Die Partei hat ihre Wurzeln in der Bewegung Demokratische Wahl Kasachstans, die 2001 von Kritikern des kasachischen Langzeitpräsidenten Nursultan Nasarbajew gegründet wurde und heute verboten ist. Sie trat für eine Dezentralisation politischer Macht, eine starke Legislative und eine unabhängige Judikative ein. Von den Behörden wurde der Bewegung eine offizielle Registrierung verweigert und so gründete eine Gruppe von moderaten Mitgliedern um Oras Schandossow, Bolat Äbilow und Älichan Bäimenow im Januar 2001 eine neue Partei, die auf eine konstruktive Zusammenarbeit mit der Regierung ausgelegt war. Die Partei wurde am 3. April 2002 vom Justizministerium zugelassen.
Bei den Parlamentswahlen 2004 trat Aq Jol zum ersten Mal bei einer Wahl im Land an. Sie erreichte insgesamt 12,04 Prozent aller Stimmen, bekam aufgrund des damaligen Wahlsystems aber nur zwei Sitze in der Mäschilis, im Unterhaus des Parlaments. Aq Jol bezeichnete die Wahl als fehlerhaft, der stellvertretende Vorsitzende der Partei, Älichan Bäimenow, trat sein Mandat aus Protest nicht an, sodass die Partei nur einen Abgeordneten im Parlament stellte. Auch Altinbek Sarsenbajuly, damals Informationsminister in der Regierung und Mitglied von Aq Jol, trat aus Protest gegen die Wahl von seinem Posten zurück.
Anfang 2005 kam es zur Spaltung der Partei in zwei verschiedene Lager. Grund war Uneinigkeit über die Teilnahme am Koordinationsrat der demokratischen Kräfte, einer Koalition demokratischer Parteien, die Nur Otan bei der nächsten Präsidentschaftswahl herausfordern sollte. Sarsenbajuly befürwortete die Teilnahme und wurde deswegen im Februar 2005 durch ein Misstrauensvotum als stellvertretender Parteivorsitzender abgesetzt. So traten im folgenden Monat Oras Schandossow, Bolat Äbilow, Altinbek Sarsenbajuly und Tölegen Schükejew aus der Partei aus und gründeten die Partei Naghys Aq Jol (kasachisch Нағыз Ақ жол; deutsch: Wahre Aq Jol). Der Posten des stellvertretenden Parteivorsitzenden wurde daraufhin zugunsten eines einzigen Parteivorsitzenden abgeschafft; Älichan Bäimenow wurde schließlich zum alleinigen Vorsitzenden von Aq Jol gewählt. Äbilow warf der kasachischen Führung vor, die Spaltung der Partei vorangetrieben zu haben, indem sie die Position von Bäimenow, ehemaliger Leiter der kasachischen Präsidentenadministration und damaliger Vorsitzender der Partei, ausnutzte. In den staatlichen Medien wurde ausschließlich positiv über Bäimenows Aq Jol berichtet, was von Oppositionellen als Unterstützung durch die Staatsmacht gewertet wurde.
Auf einem Parteikongress im September 2006 entschied sich die Partei dafür, den bei den Wahlen 2004 gewonnenen Parlamentssitz anzunehmen, woraufhin Bäimenow einziger Abgeordneter der Opposition im Parlament wurde. Im Vorfeld der nächsten Parlamentswahl fusionierte Aq Jol im Juli 2007 mit Adilet. Nachdem
bei der Wahl aber nur 3,27 Prozent der Stimmen gewonnen wurden und die Partei somit an der Sieben-Prozent-Hürde scheiterte, wurde der Zusammenschluss von Adilet wieder rückgängig gemacht. Für die Präsidentschaftswahl 2011 stellte Aq Jol selbst keinen Kandidaten auf.
Im November 2011 wurde Asat Peruaschew zum neuen Parteivorsitzenden gewählt. Dieser war bis dahin Leiter der Nationalen Wirtschaftskammer Atameken und nur wenige Tage zuvor aus der Partei Nur Otan ausgetreten. Bei der Parlamentswahl 2012 konnte das Ergebnis der letzten Wahl verdoppelt werden; Aq Jol erreichte 7,47 Prozent der Stimmen und konnte somit acht Mandate gewinnen. Bei der Wahl 2016 musste Aq Jol minimale Verluste hinnehmen und kam auf sieben Sitze im Parlament. Für die Präsidentschaftswahl 2019 wurde zum ersten Mal seit 2005 wieder ein eigener Kandidat nominiert. Mit Dänija Jespajewa kandidierte zum ersten Mal überhaupt eine Frau für das höchste politische Amt in Kasachstan. Mit einem Ergebnis von 5,05 Prozent erreichte sie den dritten Platz.

## Einordnung
Die wichtigsten Aufgaben der Partei sind Reformen des politischen Systems, die Verwirklichung der in der Verfassung verankerten Rechte und Freiheiten der Bürger Kasachstans, die Schaffung transparenter Mechanismen bei der Bildung der Staatsorgane, die Dezentralisierung der Macht, die unbeschränkte Tätigkeit unabhängiger Massenmedien, das effektive Funktionieren des Staatsdienstes, ein Mehr an Verantwortung und an Selbständigkeit der Regierung, die der Wählbarkeit der Akime (Gouverneur) in den Gebieten und die Schaffung der Institution des Präfekten eines bevollmächtigten Vertreters der Republik in den Regionen Kasachstans.
Gemäß der Neuen Zürcher Zeitung ist Aq Jol keine Oppositionspartei, sondern regimetreu. Der Parteichef Asat Peruaschew stehe Timur Qulybajew nahe, dem Schwiegersohn des ehemaligen Präsidenten Nasarbajew.
Nach Einschätzung der deutschen Hanns-Seidel-Stiftung im Jahr 2012 müsse die "Wirtschafts- und Unternehmerpartei" Aq Jol als staatstreu eingestuft werden. Aq Jol sei ursprünglich eine „richtige“ Oppositionspartei gewesen, aber im Laufe der Zeit von Vertretern des damaligen Präsidenten Nasarbajew unterlaufen worden. 
Die Partei tritt außerdem dafür ein, Kasachstan in Zukunft bei einem Beitritt zur Europäischen Union zu unterstützen.

## Wahlergebnisse

### Parlamentswahlen
| Parlamentswahlergebnisse | Parlamentswahlergebnisse | Parlamentswahlergebnisse | Parlamentswahlergebnisse | Parlamentswahlergebnisse |
| Wahl                     | Stimmenanzahl            | Stimmenanteil            | Sitze                    |                          |
| ------------------------ | ------------------------ | ------------------------ | ------------------------ | ------------------------ |
| 2004                     | 572.672                  | 12,00 %                  | 1/77                     |                          |
| 2007                     | 183.346                  | 3,10 %                   | 0/98                     |                          |
| 2012                     | 518.405                  | 7,47 %                   | 8/98                     |                          |
| 2016                     | 540.406                  | 7,18 %                   | 7/98                     |                          |
| 2021                     | 792.828                  | 10,95 %                  | 12/98                    |                          |
| 2023                     | 535.139                  | 8,41 %                   | 6/98                     |                          |

### Präsidentschaftswahlen
| Präsidentschaftswahlergebnisse | Präsidentschaftswahlergebnisse | Präsidentschaftswahlergebnisse | Präsidentschaftswahlergebnisse | Präsidentschaftswahlergebnisse |
| Wahl                           | Kandidat                       | Stimmenanzahl                  | Stimmenanteil                  | Ausgang                        |
| ------------------------------ | ------------------------------ | ------------------------------ | ------------------------------ | ------------------------------ |
| 2005                           | Älichan Bäimenow               | 108.730                        | 1,61 %                         | verloren                       |
| 2019                           | Dänija Jespajewa               | 465.714                        | 5,05 %                         | verloren                       |